# Třída Quito
Třída Quito je třída raketových člunů ekvádorského námořnictva. Jedná se o plavidla typové řady TNC-45 německé loděnice Lürssen (číslo označuje délku trupu). Celkem byly postaveny tři jednotky této třídy. Ve službě jsou od roku 1976.

## Stavba
Německá loděnice Lürssen ve Vegesacku postavila celkem tři jednotky této třídy. Do služby byly zařazeny v letech 1976–1977.
Jednotky třídy Quito:
| Jméno            | Spuštěna | Vstup do služby   | Status   |
| ---------------- | -------- | ----------------- | -------- |
| Quito (LM21)     | 1975     | 13. července 1976 | Aktivní. |
| Guayaquil (LM23) | 1976     | 22. prosince 1977 | Aktivní. |
| Cuenca (LM24)    | 1976     | 17. července 1977 | Aktivní. |

## Konstrukce
Plavidla jsou vybavena navigačním radarem Decca TM1226, radary Thomson-CSF Pollux a Triton a systémem elektronického boje DR-2000S. Výzbroj představuje jeden 76mm kanón OTO Melara, dva 35mm kanóny GDM-A a čtyři protilodní střely MM.38 Exocet. Pohonný systém tvoří čtyři diesely MTU 16V538 o výkonu 14 000 hp, pohánějící čtyři lodní šrouby. Nejvyšší rychlost dosahuje 40 uzlů. Dosah je 1850 námořních mil při rychlosti 16 uzlů.

### Modernizace
V letech 2012–2016 byl instalován nový navigační radar Furuno 2115 a systém elektronického boje NS-9010.